# 长睾似泡双吸虫
长睾似泡双吸虫（学名：Didymocystoides longiorchis）为囊双科似泡双吸虫属的动物。在中国大陆，分布于南海等海域，营寄生生活，宿主长尾大眼鲷以及短尾大眼鲷，寄生部位为鳃。该物种的模式产地在海南岛白马井。